# Vassili Petrovitch Lvov
Pour les autres membres de la famille, voir Famille Lvov.
Prince Vassili Petrovitch Lvov (en russe : Князь Василий Петрович Львов), décédé en 1659, homme d'État russe, intendant, courtisan, voïevode.

## Famille
Fils du prince Piotr Mikhaïlovitch Lvov, hormis Vassili Petrovitch, le prince Lvov eut quatre fils : Alexeï Petrovitch Lvov, Semion Petrovitch, Dmitri Petrovitch Lvov et Ivan Petrovitch Lvov. En outre, Vassili Petrovitch fut le neveu du prince Alexeï Mikhaïlovitch Lvov.

## Enfant
- Mikhaïl Vassilievitch Lvov : (†1677), solliciteur, (1676).

## Biographie

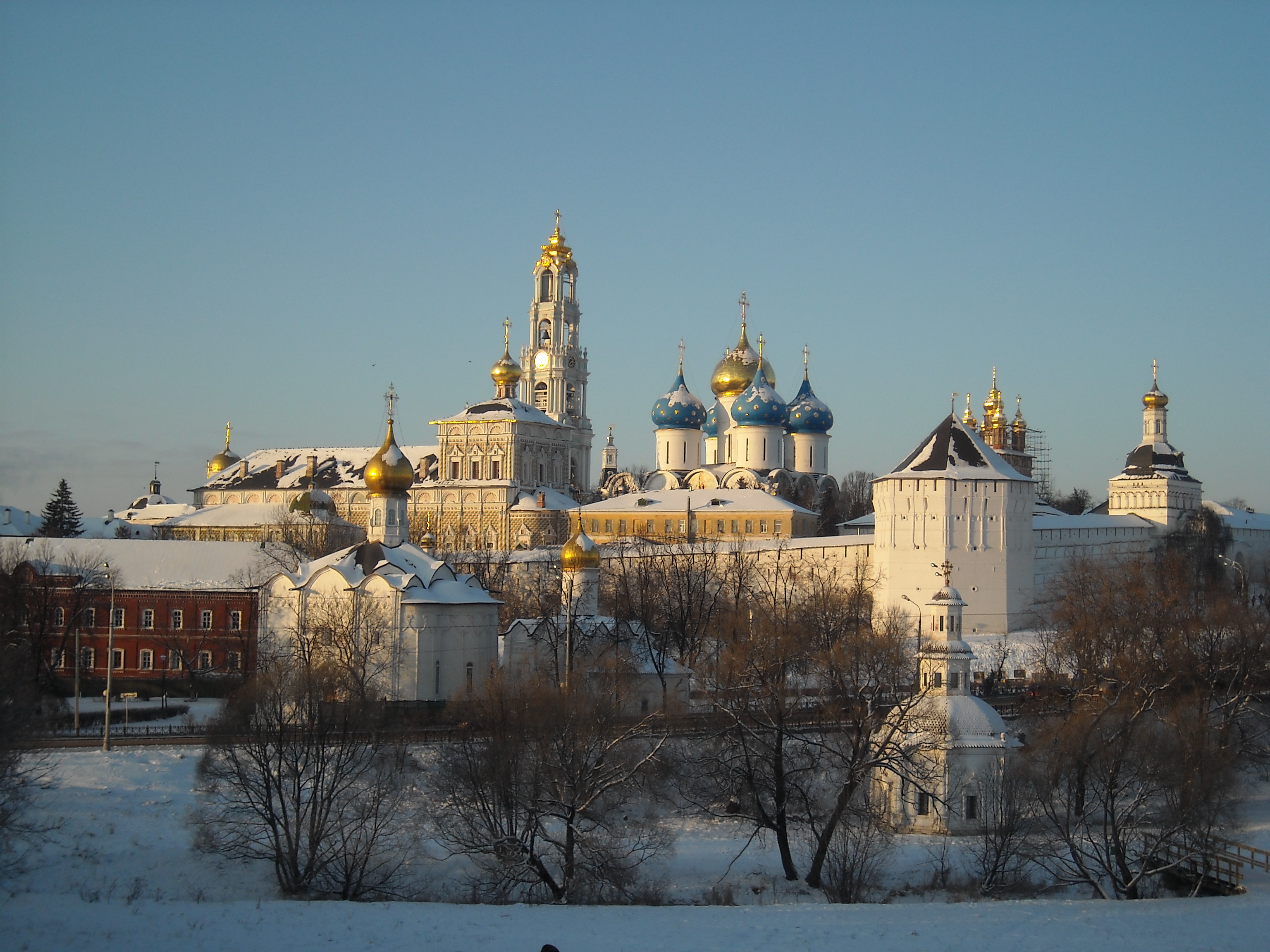
Laure de la Trinité-Saint-Serge, vue d'hiver

Le prince Vassili Petrovitch Lvov eut pour ascendant le comte Fiodor Rostislavitch Noir † 1300) lui-même descendant des Riouriks.
En 1628, lors du pèlerinage de Michel Ier de Russie à la laure de la Trinité-Saint-Serge, le prince Vassili Petrovitch Lvov fréquenta la cour du tsar. La même année, le prince occupa la fonction d'échanson (kravtchi / кравчи) du patriarche de Moscou, Philarète Nikititch Romanov. Au cours des années 1630 et 1631, Vassili Petrovitch assista à la réception donnée en l'honneur de la visite en Russie de Son Excellence Anton Monir, ambassadeur de Suède.
Le prince Vassili et ses frères : Dmitri, Semion et Ivan accompagnés de leur oncle paternel, le prince Alexeï Mikhaïlovitch Lvov furent reçus avec honneur par les boyards assis à la table du tsar.
En 1636, le tsar lui confia la voïevodie (voïevodstva / воеводства) d'Arkhangelsk. Le 26 mars 1639, il prit part au transfert de la dépouille du jeune prince Vassili Mikhaïlovitch de Russie (1639-1639 / fils de Michel Ier de Russie et de Ievdokïa Loukianovna Strechniova) du palais du tsar à la cathédrale de l'Archange-Saint-Michel de Moscou. De mars à avril 1639, le prince Lvov veilla jour et nuit sur la sépulture du prince mort dès sa naissance.

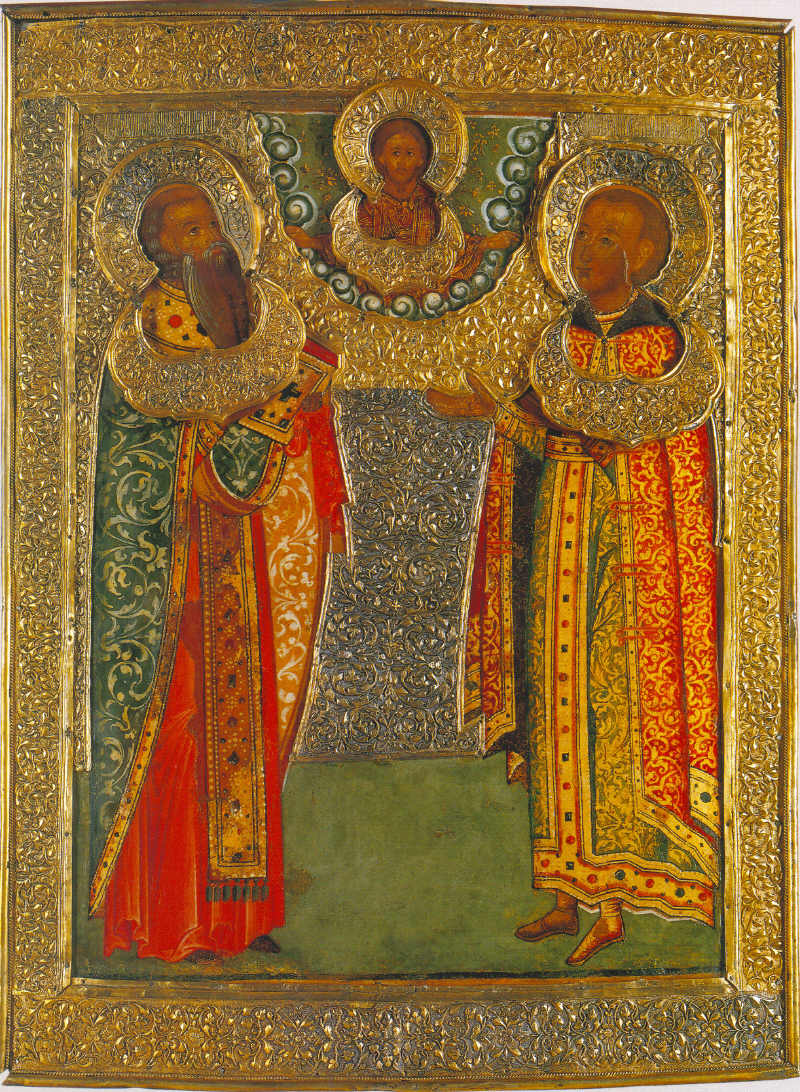
Saint Basile d'Ancyre et le prince Vassili Mikhaïlovitch de Russie (1639-1639), décédé à sa naissance le prince est représenté sur cette icône à l'âge adulte avec son saint patron, œuvre datant de la première moitié du XVIIe siècle

En 1640, le prince Vassili obtint la voïevodie de Iablonov. en 1642, celle de Odoïev (oblast de Toula), de 1643 à 1645, il fut voïevode de Poutyvl.
En 1647, le prince se vit confié par tsar Alexis Ier de Russie la fondation de la ville fortifiée de Tsarev-Alekseïev (aujourd'hui Novy Oskol / en 2010, un monument fut érigé en mémoire du tsar Alexis Ier de Russie, fondateur de cette ville).
Lors de l'agression des tatars de Crimée sur la frontière située au sud de la Russie, le prince fut envoyé à Livny afin de rejoindre les troupes placées sous le commandement du prince Grigori Semionovitch Kouriakine (†1679) alors voïevode de Livny. Le 8 novembre 1647, le prince Lvov fut élevé au rang de courtisan (okolnitchi / Окольничий). De 1648 à 1650, il accompagna Alexis Ier de Russie dans son pèlerinage à la Laure de la Trinité-Saint-Serge. à Serguiev Posad (diocèse de Moscou).
De 1650 à 1653, le prince Vassili occupa le poste de voïevode de Pskov. Lors de son arrivée, la ville était en proie à un soulèvement populaire (soulèvement urbain de Pskov (1650). Ces émeutes puisent leur origine dans une hausse rapide du prix du pain causé par l'envoi de céréales à la Suède en compensation de la désertion par les Russes des territoires cédés au royaume suédois mais également afin de respecter les clauses du traité signé entre les Russes et les Suédois (traité de Stolbovo 27 février 1617). L'archevêque Makari et le voïevode Nikifor Sergueïevitch Sobakine (†1656) appelèrent en vain les émeutiers au calme. Le 25 mars 1650, le tsar nomma le prince Lvov, nouveau voïevode de Pskov. Mais les rebelles refusèrent catégoriquement le départ de Nikifor Sobakine. Refusant de livrer la poudre et le plomb, le prince Vassili fut retenu prisonnier, au cours de sa détention, les protestataires tentèrent d'assassiner le prince, celui-ci frôla la mort. Les insurgés se saisirent des fils du prince Lvov et de Nikifor Sobrakine, ceux-ci, accompagnés de pétitionnaires furent emmenés comme otages à Moscou. Le prince Lvov se trouva démuni face aux rebelles menés par Gavriil Demidov. Devant les assassinats de membres de la noblesse, les propriétés pillées, les champs dévastés, l'armée du tsar placée sous le commandement du prince Andreï Ivanovitch Khovanski (†1682) tenta de mettre le siège devant la ville de Pskov, ce fut un échec. En juillet 1650, le Zemski Sobor présidé par l'archevêque de Kolomna Rafaïl (†1653) fut réuni en la cathédrale de la ville. Le 25 août 1650, le prince Lvov fut rétabli dans ses fonctions.
De retour à Moscou, le prince Vassili Petrovitch partagea la table du tsar Alexis au cours de dîners officiels.
De 1654 à 1656, Vassili Petrovitch accompagna le tsar dans le conflit opposant la Russie à la Pologne dans le grand-duché de Lituanie. Au cours de la Première guerre du Nord, le prince Lvov fut aux côtés du tsar lors des sièges de Smolensk et de Riga. Le 15 juin 1656, le prince reçut des mains du tsar : un manteau de fourrure, une coupe.
Le 1er avril 1657, jour de l'anniversaire de la naissance de la tsarine (Царица) Maria Ilyinitchna Miloslavskaïa, le prince Vassili fut assis à la place d'honneur. Autour de cette table furent également présents : le patriarche Nikon, les princes : Boris Ivanovitch Morozov (1590-1661), tuteur du tsar Alexis, Ilia Danilovitch Miloslavski, père de la tsarine, Ivan Andreïevitch Miloslavski, le courtisan, Semion Petrovitch Lvov, frère du prince Vassili.

## Décès
En 1659, le prince Vassili Petrovitch décéda, il laissa un héritier.

## Sources
- Dictionnaire biographique russe. Alexandre Alexandrovitch Polotsov. Saint-Pétersbourg. 1896-1918.